# Zuschlagskalkulation
Die Zuschlagskalkulation ist ein betriebswirtschaftliches Instrument zur Angebotspreisermittlung.
Im Handwerk und in der Industrie werden mehrere unterschiedliche Produkte hergestellt. Eine einfache Aufteilung der Gesamtkosten auf die Kostenträger (Gesamtkosten / Kostenträger) würde zu einem ungenauen Ergebnis führen. Daher unterteilt man die Gesamtkosten in Einzel- und Gemeinkosten. Dies ist aber Bestandteil der Kostenartenrechnung (KAR). Die Gemeinkostensumme und die Berechnung der Gemeinkostenzuschlagssätze wird in einem Betriebsabrechnungsbogen ermittelt.
Die Zuschlagskalkulation unterteilt sich in die einstufige und die mehrstufige Zuschlagskalkulation. Ferner wird zwischen der summarischen Zuschlagskalkulation, der einstufigen und der differenzierenden Zuschlagskalkulation, der mehrstufigen, unterschieden.

## Einstufige Zuschlagskalkulation
Alle angefallenen Gemeinkosten werden mit Hilfe eines Gemeinkostenzuschlagssatzes den entsprechenden Einzelkosten zugerechnet. Man wählt eine Einzelkostenbasis, die die Gemeinkosten am stärksten beeinflusst. Dieser Zuschlagssatz wird mengenmäßig (z. B. Material oder Lohn bzw. Fertigung) bestimmt.
Die einstufige Zuschlagskalkulation kann aber auch wertmäßig (z. B. Abschreibung einer Maschine) definiert werden. Dabei ist es jedoch nötig, die Anzahl an Maschinenstunden bzw. die Höhe der Abschreibung pro Einheit des Kalkulationsobjektes zu kennen.
Die einstufige Zuschlagskalkulation wird auch als summarische bezeichnet. Die einstufige Zuschlagskalkulation wird im Wesentlichen nur von Kleinbetrieben durchgeführt und erfordert keine Kostenstellenrechnung. Sie ist nur dann vertretbar, wenn in einem Betrieb Gemeinkosten lediglich in geringem Umfang anfallen.

### Einstufige Zuschlagskalkulation auf Material
Die Zuschlagskalkulation mit einem Gemeinkostenzuschlagssatz auf Material zeigt das nachfolgende Schema.
| + Materialeinzelkosten             |  | MEK |
| + Materialgemeinkosten             |  | MGK |
| = Materialkosten bzw. Selbstkosten |  | MK  |
| + Gewinnzuschlag (Prozent)         |  | G   |
| = Verkaufspreis                    |  | VP  |

### Einstufige Zuschlagskalkulation auf Fertigung
Ein Beispiel für die einstufige Zuschlagskalkulation, die auf Basis der Fertigungskosten erfolgt. Diese Kalkulationsberechnung, die stark vereinfacht, wird häufig für Stundenverrechnungssätze angewendet.
| + Fertigungseinzelkosten             |  | FEK |
| + Fertigungsgemeinkosten             |  | FGK |
| = Fertigungskosten bzw. Selbstkosten |  | HK  |
| + Gewinnzuschlag (Prozent)           |  | G   |
| = Angebotspreis                      |  | AP  |

### Zuschlagskalkulation und Maschinenstunden
Ein einfaches Beispiel zeigt die Integration von Jahresarbeitszeit und Maschinenstunden in das einstufige Kalkulationsschema.
In der Fertigungsabteilung eines Unternehmens werden Schlauchboote hergestellt. Der Herstellung eines Bootes lassen sich Einzelkosten in Höhe von 1000 Geldeinheiten (GE) zurechnen. Für die Fertigung eines Bootes sind 5 Maschinenstunden notwendig.

Außerdem fallen pro Jahr Fertigungsgemeinkosten in Höhe von 50000 GE an, die auf Basis der Maschinenstunden pro Jahr (1600 h) der Herstellung der Boote zugerechnet werden sollen. Als Zuschlagssatz erhält man:
- {\displaystyle z={\frac {50000GE}{1600h}}}

Um die anteiligen Gemeinkosten pro Boot zu ermitteln, multipliziert man den Zuschlagssatz mit der Anzahl der Maschinenstunden, die für die Fertigung eines Bootes notwendig sind:
- Herstellkosten = Einzelkosten + Gemeinkostenanteil = 1000 GE + z×5 h = 1000 GE + (50000 GE/1600 h) × 5 h = 1156,25 GE

## Mehrstufige Zuschlagskalkulation
Mehrstufige Zuschlagskalkulationsschemata integrieren Zuschläge auf Material, Fertigung, Verwaltung und Vertrieb und können weiter ausgebaut werden.

### Zweistufige-Zuschlagskalkulation
Die zweistufige Zuschlagskalkulation berücksichtigt zwei Zuschlagssätze, die Zuschläge auf Material- und Fertigungseinzelkosten. Diese Form der Zuschlagskalkulation ist in kleineren fertigungsorientierten Betrieben üblich, wobei die Fertigungskosten häufig auch über Stundenverrechnungssätze integriert werden.

#### Schema mit Material- und Fertigungsgemeinkosten
| + Materialeinzelkosten             |   | MEK |
| + Materialgemeinkosten             |   | MGK |
| + Fertigungseinzelkosten           |   | FEK |
| + Fertigungsgemeinkosten           |   | FGK |
| = Herstellkosten bzw. Selbstkosten | = | HK  |
| + Gewinnzuschlag (Prozent)         |   | G   |
| = Verkaufspreis                    |   | VP  |

#### Schema mit Stundenverrechnungssatz
| + Materialeinzelkosten             |   | MEK |
| + Materialgemeinkosten             |   | MGK |
| + Stundenverrechnungssatz          |   | FLK |
| = Herstellkosten bzw. Selbstkosten | = | HK  |
| + Gewinnzuschlag (vom Hundert)     |   | G   |
| = Verkaufspreis                    |   | VP  |

### Dreistufige Zuschlagskalkulation
Die dreistufige Zuschlagskalkulation berücksichtigt drei Zuschlagssätze, die Zuschläge auf Material, Fertigung und Verwaltung und Vertrieb. Die Zuschlagssätze für Verwaltung und Vertrieb werden aus Vereinfachungsgründen in Klein- und mittleren Unternehmen zu einem Satz zusammengefasst.
| + Materialeinzelkosten                   |   | MEK  |
| + Materialgemeinkosten                   |   | MGK  |
| = Materialkosten                         | + | MK   |
| + Fertigungseinzelkosten                 |   | FEK  |
| + Fertigungsgemeinkosten                 |   | FGK  |
| = Fertigungskosten                       | + | FK   |
| = Herstellkosten (MK + FK)               | = | HK   |
| + Verwaltungs- und Vertriebsgemeinkosten |   | VVGK |
| = Selbstkosten                           |   | SK   |
| + Gewinnzuschlag (vom Hundert)           |   | G    |
| = Verkaufspreis                          |   | VP   |

### Erweiterte mehrstufige Zuschlagskalkulation
Zuschlagskalkulationsschemata können ausgebaut werden und berücksichtigen weitere Kosten und Zuschlagssätze, die aus jeweiligen Betriebsabrechnungsbögen abgeleitet werden.
| + | Materialeinzelkosten                    |   | MEK  |
| + | Sondereinzelkosten des Materials        |   | SeMK |
| + | Materialgemeinkosten                    |   | MGK  |
| = | Materialkosten                          | + | MK   |
| + | Fertigungseinzelkosten                  |   | FEK  |
| + | Fertigungsgemeinkosten                  |   | FGK  |
| + | Sondereinzelkosten der Fertigung        |   | SeKF |
| + | Maschinenkosten                         |   | MaK  |
| = | Fertigungskosten                        | + | FK   |
| = | Herstellkosten der Produktion (MK + FK) | = | HKP  |
| - | Bestandserhöhungen                      |   | BV   |
| + | Bestandsminderungen                     |   | BV   |
| = | Herstellkosten des Umsatzes             |   | HKU  |
| + | Verwaltungsgemeinkosten                 |   | VwGK |
| + | Vertriebsgemeinkosten                   |   | VtGK |
| + | Sondereinzelkosten des Vertriebs        |   | SeKV |
| = | Selbstkosten                            |   | SK   |
| + | Gewinnzuschlag (auf Hundert)            |   | G    |
| = | Barverkaufspreis                        |   | BVP  |
| + | Skonto (in Hundert)                     |   | Sk   |
| + | Vertreterprovision (in Hundert)         |   | VtP  |
| = | Zielverkaufspreis                       |   | ZVP  |
| + | Rabatt (in Hundert)                     |   | R    |
| = | Listenverkaufspreis (netto)             |   | LVP  |

Sämtliche Zuschläge werden auf Hundert berechnet, so sind beispielsweise die jeweiligen Einzelkosten die Basis (100 %) für die Berechnung der Zuschläge. Die Ausnahme bilden hier Preisnachlässe wie Rabatt, Vertreterprovision und Skonto: Der Skontosatz bezieht sich auf den Zielverkaufspreis, nicht auf den Barverkaufspreis. Der Grund hierfür liegt in der Tatsache, dass der Kunde Skonto und Rabatt jeweils vom Rechnungsbetrag subtrahiert und die Größe davor nicht kennt. Bleibt anzumerken, dass bei Rechnungen der Skonto nur von den Materialkosten berechnet werden sollte. 
(Fertigungskosten stellen Lohnarbeit dar und sind somit nicht skontierfähig!)
Die Listenverkaufspreise werden im Rahmen der Zuschlagskalkulation üblicherweise als Nettoverkaufspreise (ohne Umsatzsteuer) angegeben. Diese Zuschlagskalkulation bezieht sich auf die Herstellung von Erzeugnissen, im Handel findet sich analog die Handelskalkulation mit Bruttoverkaufspreisen.

## Nachteile der Zuschlagskalkulation
- Einfache, standardisierte Produkte werden zu teuer (d. h. wenig Aufträge), Sonderkonstruktionen zu günstig verkauft (d. h. mehr Aufträge, aber Verlust!).
- Wenn Einzel- und Kleinserie bei einem Produkt wechseln, fällt die Kostensenkung für die Serie zu gering aus.
- Stark vereinfachte Kalkulationsverfahren (Gewichtskostenkalkulation) führen zu falschen Maßnahmen zur Kostensenkung.
- Die Verfälschung der Einflüsse Stückzahl, Baugröße, Komplexität und Neuheit prägt auch die „Mentalität“ des Verkaufs (Umsatz statt Gewinn!).